# Операция «Инфекция»

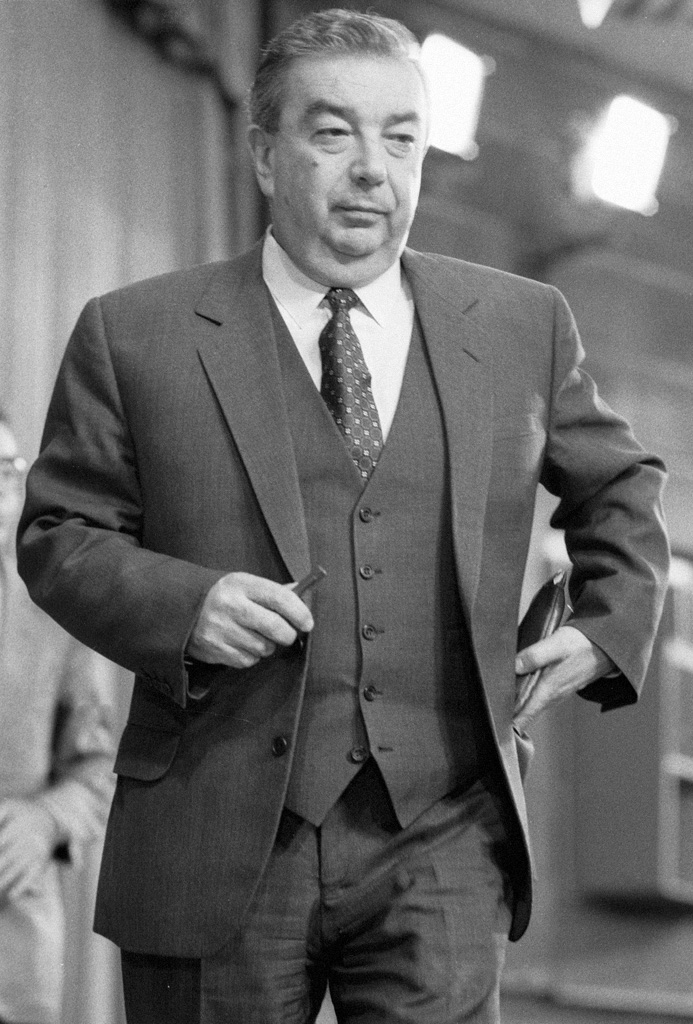
В 1992 году директор Службы внешней разведки (СВР) Евгений Примаков признал, что КГБ стоит за статьями советской газеты, утверждающими, что СПИД был создан правительством США.

Операция «Инфекция» — неформальное название, данное западной прессой кампании дезинформации, проводившейся КГБ СССР в 1980-х годах.
Летом 1983 года в индийской газете Patriot была опубликована статья под заголовком «AIDS may invade India. Mystery disease caused by US experiment» («СПИД может проникнуть в Индию. Таинственная болезнь, возникшая благодаря экспериментам в США»). В комментарии к тексту утверждалось, что его написал некий «известный американский ученый», который предпочел «остаться анонимным».
В статье говорилось, что СПИД создали в лабораториях исследовательского института, расположенного в Форт-Детрике, штат Мэриленд, в рамках программы Пентагона по созданию биологического оружия. Далее следовали шокирующие подробности: ученые специально ездили в Африку и Латинскую Америку, искали там смертоносные вирусы, которых нет в других частях света, и на основе этих вирусов вывели СПИД. Также индийские читатели узнали из статьи, что Пентагон планирует продолжить свой эксперимент в Пакистане, с территории которого СПИД легко может попасть и в соседнюю Индию.
Спустя два года, в октябре 1985-го, советская «Литературная газета» разразилась статьей под заголовком «Паника на Западе, или Что скрывается за сенсацией вокруг AIDS».
С этого момента в советской прессе началась массовая кампания по распространению этой теории заговора. О том, что американцы создали СПИД и заражают им людей, писали союзные и республиканские издания, об этом сообщало агентство ТАСС, сама «Литературная газета» несколько раз возвращалась к этой теме, об этом говорили на радио и телевидении. Вслед за советской прессой обвинять США начали и газеты развивающихся стран, с которыми у СССР были дружеские отношения.
Целью кампании было распространение конспирологической версии о том, что вирус ВИЧ / СПИД был разработан в США в рамках проекта по разработке биологического оружия в секретной лаборатории в Форт-Детрике.
В 1992 году тогдашний директор СВР России Евгений Примаков официально признал, что антиамериканский фейк действительно придумали в КГБ. 
По данным Государственного департамента США, Советский Союз использовал эту кампанию, чтобы подорвать доверие к США, укрепить антиамериканизм, изолировать Америку за границей и создать напряжённость в отношениях между США и странами, в которых находятся американские военные базы (которые по теории КГБ были причиной вспышек СПИДа среди местного населения). Аналитики Госдепартамента США также утверждают, что ещё одной причиной, по которой Советский Союз «способствовал дезинформации в связи со СПИДом, может быть его попытка отвлечь международное внимание от своей собственной программы разработки биологического оружия». По мнению аналитиков США, в дополнение к сибирской язве, СССР разрабатывал возбудителей туляремии, чумы и холеры, а также ботулинический токсин, эндотоксины и микотоксины.

## Дополнительные материалы
- Schoen, Fletcher; Lamb, Christopher J. Deception, Disinformation, and Strategic. Communications: How One Interagency Group. Made a Major Difference (англ.) // Strategic Perspectives : journal. — 2012. — 1 June (vol. 11).
- Taylor, Adam. Before 'fake news,' there was Soviet 'disinformation' (англ.) // The Washington Post : newspaper. — 2016. — 26 November.
- Grimes, David Robert. Russian fake news is not new: Soviet Aids propaganda cost countless lives. the Guardian (14 июня 2017). Дата обращения: 25 февраля 2020. Архивировано 1 июля 2020 года.
- Researching Soviet/Russian Intelligence in America: Bibliography Архивная копия от 6 августа 2020 на Wayback Machine - Federal Depository Library Program
- BBC launches huge new international anti-disinformation initiative. BBC Media Centre. Дата обращения: 25 февраля 2020. Архивировано 2 января 2020 года.
- Lutteroth, Johanna (22 июня 2012). Aids-Verschwörung: Das Propaganda-Virus des KGB. Spiegel Online. Spiegel. Архивировано 14 марта 2019. Дата обращения: 25 февраля 2020.
- Singer, P. W.; Brooking, Emerson T. LikeWar: The Weaponization of Social Media (англ.). — Houghton Mifflin Harcourt[англ.], 2018. — ISBN 9781328695758.
- Waddell, Kaveh. Does Russia's Election Hacking Signal a New Era in Espionage? theatlantic.com (15 декабря 2016). Дата обращения: 25 февраля 2020. Архивировано 25 февраля 2020 года.
- David Mikkelson. FACT CHECK: AIDS Created by the CIA? snopes.com (25 июня 2013). Дата обращения: 25 февраля 2020. Архивировано 30 января 2022 года.